# When You Got a Good Friend
When You Got A Good Friend è una canzone blues di Robert Johnson.

## Il brano
Venne registrato a San Antonio il 23 novembre 1936. La canzone rimase inedita fino al 1961, anno in cui venne inclusa nello storico LP King of the Delta Blues Singers, Vol. 1.